# Stadio Romano
Lo stadio Romano (in spagnolo estadio Romano) è uno stadio di calcio situato a Mérida, in Spagna. È stato costruito nel 1953 e ha una capacità di quasi quindicimila spettatori.